# Miklós Imre
Miklós Imre (Budapest, 1927. március 7. – Budapest, 2003. március 17.) államtitkár, az Állami Egyházügyi Hivatal vezetője.

## Életpályája
Eredeti szakmája villamoskalauz volt. 1946-ban lépett be a Magyar Kommunista Pártba. 1948–1951  között a DISZ-mozgalomban tevékenykedett. 1946 és 1949 között a Fővárosi Villamosvasutaknál dolgozott.  1949 és 1951 között a Szakszervezeti Ifjúsági Szövetség, a Magyar Ifjúság Népi Szövetség, majd a Dolgozó Ifjúsági Szövetség tagja, politikai munkatársa. Az 1960-as években középiskolai tanári oklevelet szerzett az ELTE BTK-n.
1951-ben került az Állami Egyházügyi Hivatalhoz, ahol 1953. november 14-től az egyházpolitikai osztályt  vezette. Amikor 1956. május 31-én Hegedüs András miniszterelnök felmentette Varga Józsefet, az ÁEH elnökhelyettesét, az ő helyére Miklós Imrét nevezte ki. 1970-től első elnökhelyettes. 1971. május 16. és 1989. április 30. között az Állami Egyházügyi Hivatal elnöke volt (államtitkári rangban). Utána az AÉH-t Sarkady Nagy Barna elnökhelyettes vezette a szervezet június 30-i megszüntetéséig.